# Гірдовень
Гірдовень, Гірдовені (рум. Ghirdoveni) — село у повіті Димбовіца в Румунії. Адміністративний центр комуни І.Л. Караджале.
Село розташоване на відстані 65 км на північний захід від Бухареста, 17 км на схід від Тирговіште, 79 км на південь від Брашова.

## Населення
За даними перепису населення 2002 року у селі проживали 3587 осіб. Рідною мовою 3586 осіб (> 99,9%) назвали румунську.
Національний склад населення села:
| Національність | Кількість осіб | Відсоток |
| -------------- | -------------- | -------- |
| румуни         | 3521           | 98,2%    |
| цигани         | 65             | 1,8%     |